# 頼山陽

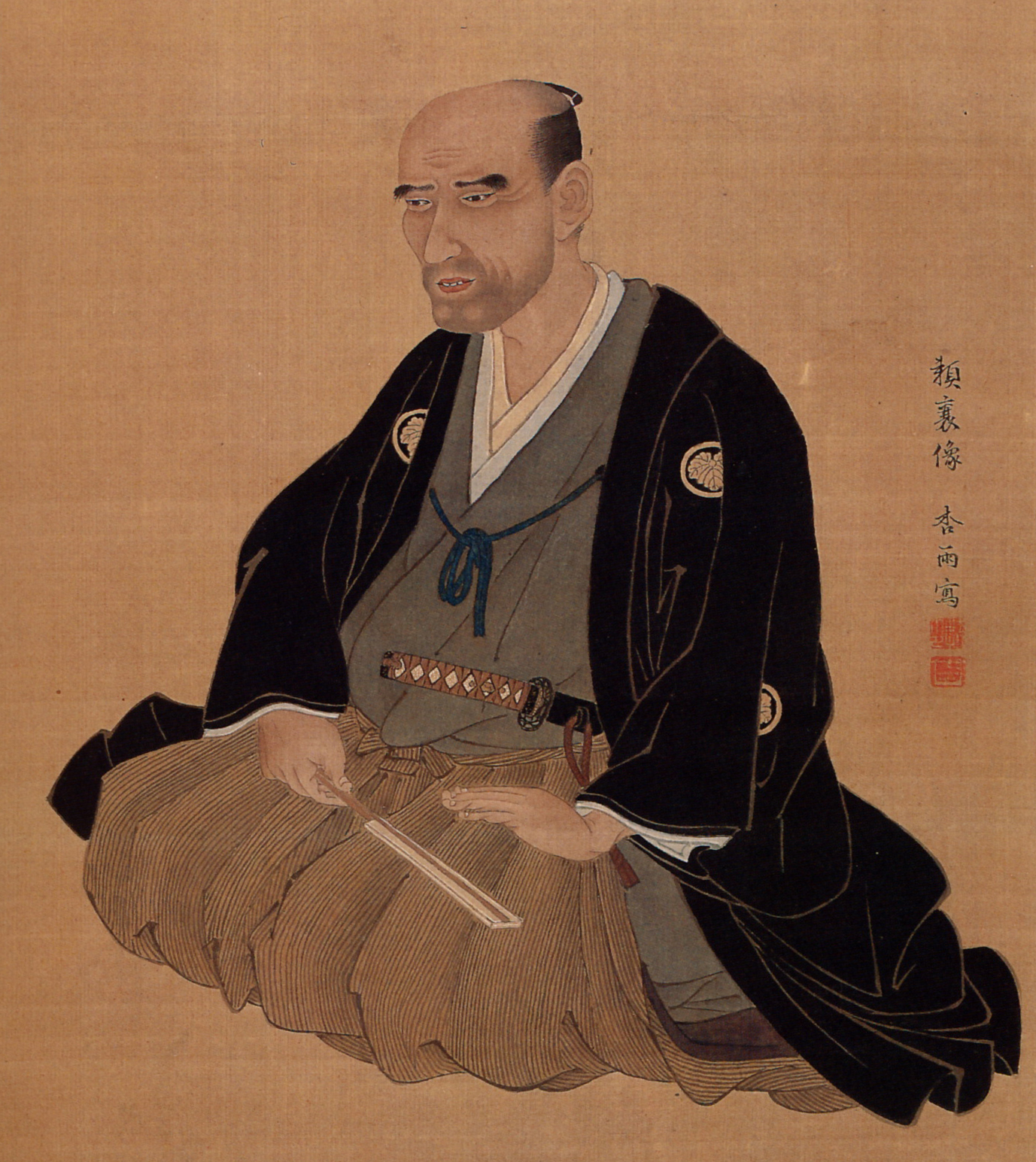
頼山陽像（帆足杏雨筆 広瀬旭荘賛 京都大学総合博物館蔵）

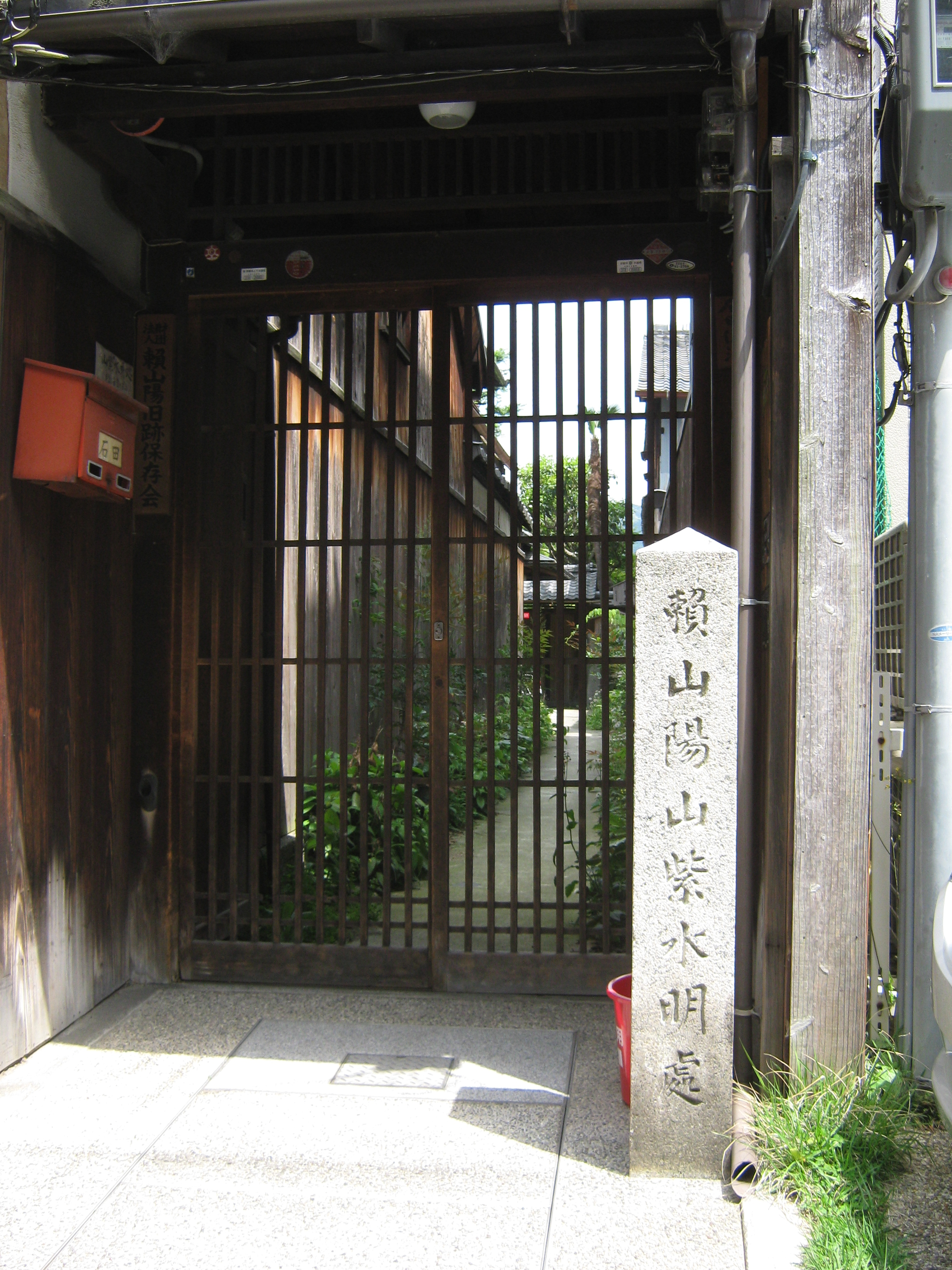
書斎山紫水明處　京都市上京区

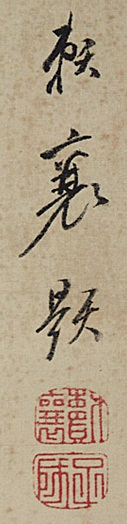
頼山陽の署名「頼襄」

頼 山陽（らい さんよう、安永9年12月27日（1781年1月21日） - 天保3年9月23日（1832年10月16日））は、江戸時代後期の歴史家・思想家・漢詩人・文人。大坂生まれ広島育ち。幼名は久太郎（）、名は襄（）、字は子成。山陽、三十六峯外史と号した。
主著『日本外史』は、幕末から明治にかけて広く読まれ、尊王倒幕の志士にも影響を与えた。戦後は顧みられなくなったが、作家の中村真一郎らが再評価を行った。

## 生涯
父の頼春水は若くして詩文や書に秀で、大坂へ遊学し尾藤二洲や古賀精里らとともに朱子学の研究を進め、江戸堀北（現大阪市西区江戸堀の金光教玉水教会付近）に私塾「青山社」を開いた。青山社の近隣には篠崎三島・篠崎小竹・後藤松陰・並河寒泉ら多くの文人や学者が居住していた。山陽はこのころの安永9年12月27日（グレゴリオ暦1781年1月21日）、同地で誕生。母は飯岡義斎の長女で歌人の頼梅颸、その妹は尾藤二洲に嫁いでいる。
天明元年（1781年）12月、父が広島藩の学問所創設にあたり儒学者に登用されたため転居し、城下の袋町（現広島市中区袋町）で育った。父と同じく幼少時より詩文の才があり、また歴史に深い興味を示した。天明8年（1788年）、広島藩学問所（現・修道中学校・修道高等学校）に入学。その後春水が江戸在勤となったため、学問所教官を務めていた叔父の頼杏坪に学び、寛政9年（1797年）には江戸に遊学し、父の学友尾藤二洲に師事した。帰国後の寛政12年（1800年）9月、突如脱藩を企て上洛するも、追跡してきた杏坪によって京都で発見され、広島へ連れ戻され廃嫡の上、自宅へ幽閉される。これがかえって山陽を学問に専念させることとなり、3年間は著述に明け暮れた。なお『日本外史』の初稿が完成したのもこの時といわれる。謹慎を解かれたのち、文化2年（1809年）に広島藩学問所の助教に就任。文化6年（1809年）に父の友人であった儒学者の菅茶山より招聘を受け廉塾の都講（塾頭）に就任した。
ところが、その境遇にも満足できず学者としての名声を天下に轟かせたいとの思いから、文化8年（1811年）に京都へ出奔し、洛中に居を構え開塾する。文化13年（1816年）、父が死去するとその遺稿をまとめ『春水遺稿』として上梓。翌々年（1818年）には九州旅行へ出向き、広瀬淡窓らの知遇を得ている。文政5年（1822年）上京区三本木に東山を眺望できる屋敷を構え「水西荘」と名付けた。この居宅にて営々と著述を続け、文政9年（1826年）には代表作となる『日本外史』が完成し、文政10年（1827年）には江戸幕府老中松平定信に献上された。文政11年（1828年）には文房を造営し以前の屋敷の名前をとって「山紫水明處」とした。
山陽の結成した「笑社」（後の真社） には、京坂の文人が集まり、一種のサロンを形成した。その主要メンバーは、父とも関係があった木村蒹葭堂と交友した人々の子であることが多く、大阪の儒者篠崎三島の養子の小竹、京都の蘭医小石元俊の子の元瑞、大阪の南画家岡田米山人の子の半江、京都の浦上玉堂の子の春琴、岡山の武元登々庵が挙げられる。さらに僧雲華、仙台出身で長崎帰りの文人画家菅井梅関、尾張出身の南画家中林竹洞、やや年長の先輩格として陶工の青木木米、幕末の三筆として名高い貫名菘翁、そして遠く九州から文人画家田能村竹田も加わり、彼らは盛んに詩文書画を制作した。
また、その後も文筆業にたずさわり『日本政記』『通議』などの完成を急いだが、天保年間に入った51歳ごろから健康を害し喀血を見るなどした。容態が悪化する中でも著作に専念したが、天保3年（1832年）に死去。享年53。山田風太郎著『人間臨終図巻』によれば山陽は最後まで仕事場を離れず、手から筆を離したのは実に息を引き取る数分前であり死顔には眼鏡がかかったままであったという。また、遺稿とされる「南北朝正閏論」（『日本政記』所収）の自序にはこれを書く決意をしたのは9月12日の夜であったことを記している。京都円山公園・長楽寺に葬られた。法名は山紫水明居士である。
最初の妻との子である長男が頼聿庵、京都で生まれた2人の子である次男が頼支峰と三男が頼三樹三郎。著名な子孫に中国文学者の頼惟勤がいる。
1891年（明治24年）贈正四位、1931年（昭和6年）贈従三位。

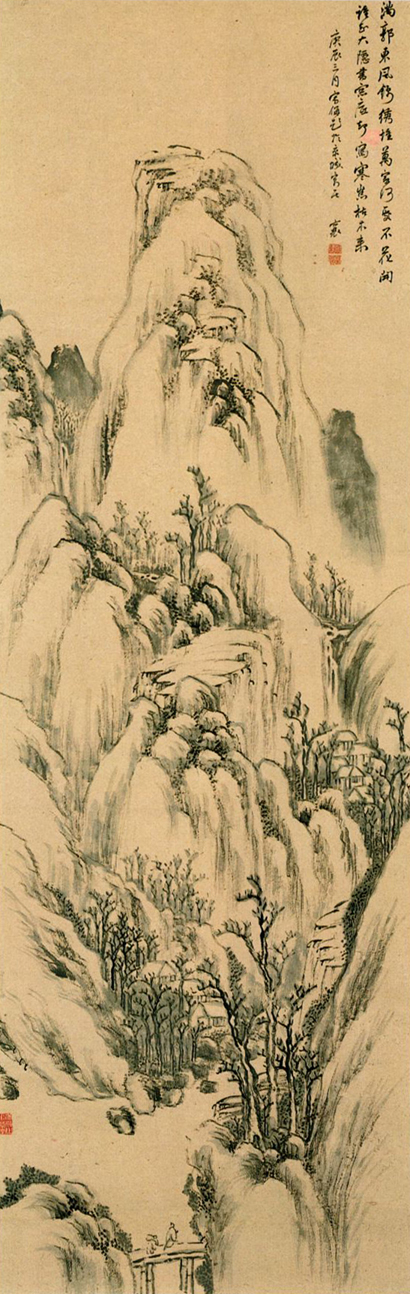
「寒岩枯木図」 頼山陽筆 静嘉堂文庫蔵 1820年

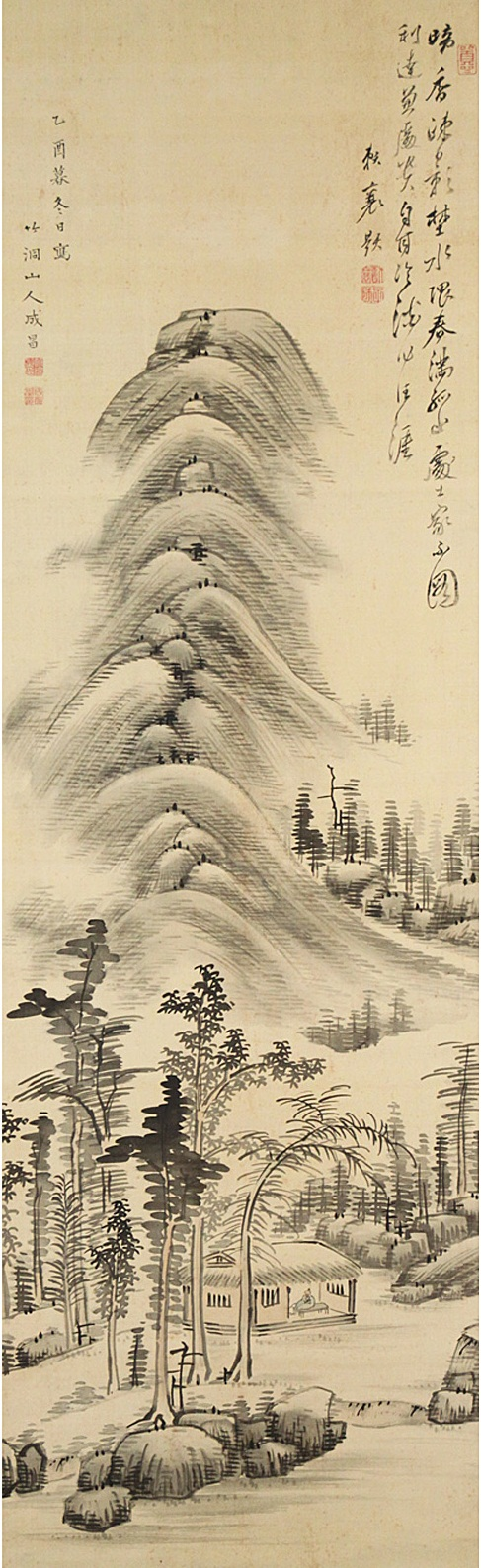
中林竹洞画　頼山陽賛「山水図」1825年

## 創作活動について
司馬遷『史記』は「十二本紀・十表・八書・三十世家・七十列伝」からなる。山陽はこれを模倣し「三紀・五書・九議・十三世家・二十三策」の著述構想を立てており、『日本外史』が「十三世家」、『日本政記』『通議』『新策』が「三紀・五書・九議・二十三策」にあたる。『史記』を代表する「列伝」にあたる著作は無いが、『日本外史』は列伝体で叙せられており、「列伝」を兼ねたものと見ることもできる。
『日本外史』は、簡明で情熱的な文章だったため、幕末維新期を中心に広く読まれた。武家の時代史であるが、参考史料として軍記物語なども用いているため、歴史的事実に忠実であるとは言いがたい記事も散見する。言い換えれば、史伝小説の源流の一つとも言い得る。
詩吟、剣舞でも馴染み深い「鞭声粛粛夜河を過る」で始まる川中島の戦いを描いた漢詩『題不識庵撃機山図』も著名で、上代から織豊時代までの著名な国史の出来事を歌謡風に詠じた『日本楽府』に収められ、冒頭第一は下記の詩で始まるが、易姓革命による秦（嬴氏、西楚の覇王に滅ぼされる）、漢（劉氏、新の摂皇帝に滅ぼされる）に代表される中華王朝の傾きに対比して、本朝の「皇統の一貫」に基づく国体の精華を強調している。
晩年の文政13年（1830年）冬に刊行、没後の天保4年（1833年）に刊行された『山陽詩鈔』にも収められた。

## 刊行著作の新版
- 『日本外史』 頼成一・頼惟勤訳注、岩波文庫（上中下）、1977-81年
文語体（書き下し文）での訳。戦前版（全5冊）を子・惟勤が改訳（度々再版）
- 『日本の名著28 頼山陽』 頼惟勤責任編集、中央公論社、1972年、普及版・中公バックス、1984年
「日本外史」の現代語訳（抜粋版）、後者の付録解説は中村真一郎
- 『日本思想大系49 頼山陽「日本政記」』 植手通有校注、岩波書店、1977年
- 『江戸詩人選集8 頼山陽 梁川星巌』 入谷仙介校注、岩波書店、1990年、復刊2001年
- 『新日本古典文学大系66 菅茶山・頼山陽 詩集』 頼惟勤・直井文子校注、岩波書店、1996年 - 前者は水田紀久校注
- 『頼山陽詩選』 揖斐高校訂・訳注、岩波文庫、2012年
  - 旧版『頼山陽詩抄』 頼成一・伊藤吉三訳註、岩波文庫 - 初版1944年、復刊1990年・1997年
- 『文人画粋編18　頼山陽』 松下英麿編・解説、中央公論社、1976年 - 大著、評伝解説は中村真一郎
- 『頼山陽 書画題跋評釈』 竹谷長二郎編、明治書院、1983年 - 大著
- 『頼山陽全書』 木崎愛吉・頼成一共編（頼山陽先生遺蹟顕彰会、1931年／復刻：国書刊行会、1983年）

賴山陽全傳、賴山陽全集、賴山陽文集、賴山陽詩集、賴山陽日記の五部。電子出版（凱希メディアサービス、2010年）あり

## 伝記文献（近年）
※は電子書籍も刊
- 中村真一郎『頼山陽とその時代』 中央公論社、1971年[12]
  - 中公文庫（上中下、解説篠田一士）、1976-77年
  - ちくま学芸文庫（上下、解説揖斐高）※、2017年
- 富士川英郎『菅茶山と頼山陽』 平凡社〈東洋文庫〉、1971年。ワイド版2006年
- 野口武彦『頼山陽 歴史への帰還者』 淡交社「日本の旅人」、1974年
  - 「頼山陽と歴史的ロマン主義」-『江戸の歴史家』（筑摩書房／ちくま学芸文庫）に収録
- 揖斐高『頼山陽 詩魂と史眼』 岩波新書、2024年※ - 巻末に文献案内
- 木村岳雄 訳・解説『日本外史 徳川氏正記』 草思社、2024年※ -「外史」は様々な版で電子出版
- 渡部昇一『頼山陽「日本楽府」を読む』（全3巻）※（PHP研究所 2006年／PHP文庫 2013-15年）、各・新版
- 長尾直茂『頼山陽のことば』 斯文会／明徳出版社、2017年
- 谷口匡『西遊詩巻 頼山陽の九州漫遊』 法藏館、2020年
- 池田明子『山紫水明 頼山陽の詩郷』 渓水社、2010年 - 詩集解説
- 見延典子『頼山陽』 徳間書店（上下）、2007年、徳間文庫（上中下）※、2011年 - 歴史小説
- 見延典子『頼山陽と戦争国家』 南々社、2019年 - 史論評伝
- 梶山季之『頼山陽 雲か山か』 光文社文庫※、1987年。集英社、1974年 - 歴史小説
- 許永晝・森田聖子・小林詔子・市川尚編『笑社論集』文人画研究会、2021年
  - 頼山陽「笑社記」（解説・現代語訳）
  - 頼山陽「真社約」（解説・現代語訳）
  - 小野泉蔵・頼山陽・梅辻春樵・畑橘洲・篠崎小竹・貫名海屋「論詩声律集」（解説・現代語訳）
- 安藤英男『考証・頼山陽』 名著刊行会、1982年
- 『明治維新の暁鐘 頼山陽 その人と志業』 安藤英男、東洋経済新報社、1972年
- 『頼山陽選集』（全7巻）、安藤英男訳、近藤出版社、1982年 - 頼山陽の自筆原稿図版あり
  - 『頼山陽伝』
  - 『頼山陽詩集』
  - 『頼山陽文集』
  - 『頼山陽 日本政記』
  - 『頼山陽 通議』
  - 『頼山陽 日本外史』
  - 『頼山陽品行論』
- 『頼山陽 人と思想』 安藤英男、白川書院 1975年 - 以下は旧版
- 『頼山陽詩集』 安藤英男訳、白川書院 1977年
- 『頼山陽 通義』 安藤英男訳、白川書院 1976年
- 『頼山陽 日本政記』 安藤英男訳、白川書院 1976年

## 系譜
頼山陽の先祖は、備後国頼兼城主であった岡崎頼兼であったとされ、毛利氏による神辺城攻撃に参加しなかったために滅ぼされたとされる。頼兼城跡には「頼山陽先生遠祖頼兼城址」の石碑が建っている。
```
総兵衛正茂―彌七郎道喜―彌右衛門良皓―又十郎惟清―彌太郎惟完―久太郎―
　　　　　　　　　　　　　　　　　　　　　　　　　　　　春水　　山陽

```

## その他
- 眉山は山陽が美濃の門人を訪ね、帰路西粟野の庄屋河野家に立ち寄った時に眉を引いたように優美な山容に感じて名付けたと言われている。
- 酒をこよなく愛した人物としても知られ、白雪・剣菱・男山などの銘酒を詩歌や書簡の中で幾度となく称えている。
- 文人達の集まる琴会（七絃琴を愉しむ会）に度々足を運んだが、自身は平曲を嗜んだ。

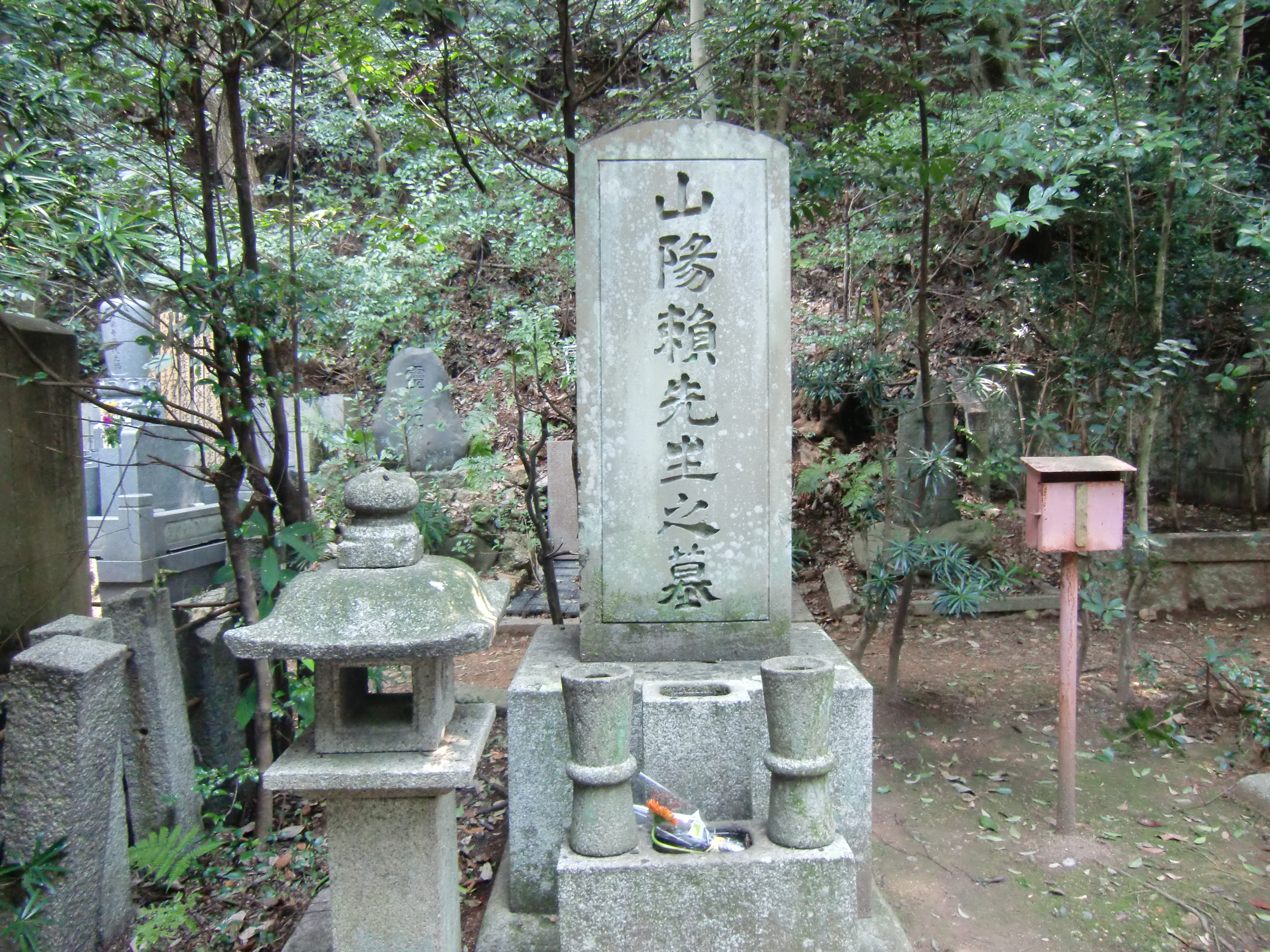
頼山陽の墓・京都市東山区長楽寺（2012年3月28日撮影）

- 門弟に篠野一方・森田節斎・江木鰐水・関藤藤蔭・坂井虎山・後藤松陰・宮原易安・藤井竹外・牧百峰などがおり、大塩平八郎にも大きな影響を与えたといわれる。

## 関連施設
- 頼山陽史跡資料館 - 広島市中区袋町の旧居。頼山陽が脱藩により、幽閉された家。国の史跡に指定されている「頼山陽居室」がある。
- 山紫水明處 - 京都市上京区東三本木の書斎。
- 頼惟清旧宅 - 広島県竹原市にある祖父の頼惟清が紺屋を営んでいた家。父の頼春水が幼少期に暮らしており、頼山陽も何度か訪れ詩を残している。
- 山陽文徳殿 - 没後100年祭を契機に建設。広島市南区比治山。
- 山陽生誕200周年を記念し、1980年に初の銅像が竹原市に建立された。
- 大阪市の玉水記念館（金光教玉水教会内）に、頼山陽生誕地の碑がある。
- 雨宮の渡し - 川中島の戦いにまつわる史跡として、頼山陽の漢詩碑が建立された。長野県千曲市雨宮。